# Землетрясение в Гватемале (1773)
Землетрясение в Гватемале магнитудой 7,5 произошло 29 июля 1773 года. За ним последовали многочисленные повторные толчки, которые продолжалась до декабря 1773. Серия этих землетрясений также известна как землетрясение Санта-Марта, так как они начались на праздник Святой Марты. Землетрясением была разрушена значительная часть Антигуа-Гватемала, бывшей в то время колониальной столицей Центральной Америки. Около 500—600 человек погибли на месте и по меньшей мере ещё 600 человек погибло от голода и болезней в результате землетрясения.

## Перенос столицы
Испанские власти уже рассмотрели вопрос о переносе столицы в более безопасный район после разрушений землетрясения 1717 года и решили после событий 1773 года не отстраивать город заново. Таким образом, в 1776 году столица была перенесена в новый город Нуэва Гватемала де ла Асунсьон, нынешнюю столицу страны.